# Атомная школа: Возвращение. Часть 1
«Атомная школа: Возвращение. Часть 1» (англ. Return to Nuke 'Em High Volume 1) — американский научно-фантастический комедийный фильм ужасов 2013 года. Снят на киностудии Troma Entertainment. Предыдущий фильм из этой серии «Атомная школа 3» вышел почти 20 лет назад, в 1994 году.
На ночных сеансах Каннского кинофестиваля 2017 было представлено продолжение «Атомная школа: Возвращение. Часть 2».

## Сюжет
В городке Тромавилль в штате Нью-Джерси на том месте, где раньше была АЭС теперь расположен большой завод по производству пищевых продуктов «Троморганик». Это предприятие поставляет свою продукцию также и в школьную столовую. У учеников есть некоторые претензии к качеству этой пищи, поскольку в еде как-то находят чьё-то ухо. Вскоре в школе начинают твориться странные вещи. Погибает один из «ботаников», съевший перед этим тако. Метаморфозы происходят и с остальными «ботаниками». Они внезапно превращаются в панков и организуются в банду под названием «Кретины». В это время в школу приходит новая ученица по имени Лоурен. Она отличается от других учеников тем, что она из богатой семьи. Ещё у неё есть домашний питомец гусь по имени Кевин, который сбегает из клетки и теряется.
«Кретины» же окончательно сходят с ума. Они сбрасывают в водопад свою учительницу по половому воспитанию и её собаку. Затем пытаются изнасиловать Лоурен при помощи её же гуся. Лоурен помогает её одноклассница Крисси с которой они поначалу не ладили. Девушки становятся друзьями. Они вместе идут на вечеринку, а затем занимаются сексом. Гусь Кевин, когда бродил по городу, ел ядовитые отходы с завода «Троморганик». От него эта зараза попала в Лоурен, а через неё и в Крисси. Ночью девушкам снятся кошмары. Лоурен кажется, что она беременна, а у Крисси во сне вырастает огромный член, которым она борется с «Кретинами» в их логове.
Фильм заканчивается на сцене, когда Лоурен принимает душ и замечает, что из неё течёт кровь вперемешку с некоей зелёной жидкостью.

## В ролях
- Аста Паредес — Крисси Голдберг
- Катрин Коркоран — Лоурен
- Вито Триго — Леонардо
- Клэй фон Карловиц — Евген Бергольд
- Зак Амико — Зак
- Майк Баез — Донателло
- Тара Е. Миллер — Рэйчел Рюйш
- Лемми — Президент
- Ллойд Кауфман — Ли Харви Херцкауф
- Бабетт Бомбшелл — директор Уэстли
- Бренда Рикерт — тётя Би
- Дэн Сноу — парень с сигарой
- Дебби Рошон — тренер Коттер
- Джуда Фридлендер — играет себя
- Марк Невелдайн — пассажир
- Сэм Куалиана — хулиган
- Стэн Ли — рассказчик

## Производство
Четвёртый фильм из цикла «Атомная школа» собирались делать ещё в 1996 году. Тогда был объявлен конкурс на сочинение идеи сюжета для нового фильма. Нужно было на двух листах описать сюжет будущего фильма и отправить его на студию. Победитель должен был получить $50 и своё имя в титрах. В следующий раз сообщение о новом фильме появилось в 2011 году. Было объявлено, что новый фильм будет снят в Испании. Эта затея также не была осуществлена.
В 2012 году студия Troma вышла на Kickstarter с целью собрать небольшую сумму денег для содержания гуся-актёра Кевина. Сообщение на сайте также гласило, что съёмки нового фильма начинаются через несколько дней. В сентябре этого же года съёмки были завершены.

## Рецензии
В The New York Times сообщили, что «поклонники Ллойда Кауфмана будут рады узнать, что время не разрушило ни его любовь к наготе, ни его презрение к политкорректности». New York Post поставил фильму 2,5 звезды из 4: «Представьте себе французский лесбийский роман „Жизнь Адель“ как похабный американский эксплуатационный фильм с кучей поддельной крови». Издание отметило, что это скорее не сиквел, а переосмысление первого фильма. Если в первом фильме сатира была основана на ядерной угрозе, характерной для того времени, то в новом фильме шутят уже про современные страхи насчёт ядовитой пищи, пояснили в Los Angeles Times. В Slant Magazine отметили, что Кауфман уже давно превратился в пародию на самого себя. Фильм назвали плохим, вменив ему то, как плохо он сделан («напоминает видео с YouTube»), что он часто не смешной и попросту сырой. В Variety сообщили, что фильм может позабавить только любителей студии Troma, хотя и они могут быть разочарованы, увидев надпись «Продолжение следует…» прямо в середине истории.